# 리지스 필빈
리지스 필빈(Regis Philbin, 1931년 8월 25일 ~ 2020년 7월 24일)은 미국의 방송인이다.

## 출연 작품
- 잭 앤 질 (2011)
- 슈렉 포에버 (2010)
- 랭글러 (2008)
- 미스터 웜스 - 돈 리클스 프로젝트 (2007)
- 슈렉 3 (2007)
- 아메리카스 갓 탤런트 (2006)
- 미스 리틀 선샤인 (2006)
- 더 레이트 레이트 쇼 위드 크레이그 퍼거슨 (2005)
- 미스 에이전트 2: 라스베가스 잠입사건 (2005)
- 디 어프렌티스 (2004)
- 지미 키멜 라이브! (2003)
- 희망과 신념 (2003)
- 열두 명의 웬수들 (2003)
- 목격자 (2002)
- 피노키오 (2002)
- 리틀 니키 (2000)
- 더 데일리 쇼 위드 존 스튜어트 (1996)
- 사인필드 (1990)
- 심슨 가족 (1989)
- 캘리포니아 걸 (1985)
- 사랑 도박 (1983)
- 꿈꾸는 낙원 (1978)
- 섹스에 대해서 알고 싶어하는 모든 것 (1972)
- 원 라이프 투 리브 (1968)